# Ла-Шез-ле-Виконт
Ла-Шез-ле-Виконт (фр. La Chaize-le-Vicomte) — коммуна на западе Франции, регион Пеи-де-ла-Луар, департамент Вандея, округ Ла-Рош-сюр-Йон, кантон Ла-Рош-сюр-Йон-2. Расположена в 9 км к востоку от Ла-Рош-сюр-Йона, в 6 км от автомагистрали А87. Через территорию коммуны протекает река Марийе.
Население (2019) — 3 799 человек.

## История
История Ла-Шез-ле-Виконт тесно связана с виконтами де Туар. В XI веке виконт Эмери IV де Туар построил здесь замок и монастырь с церковью Святого Николая. Он также предоставил льготы жителям поселка: отменил часть налогов и разрешил свободно селиться в нем или покидать. Ла-Шез, в буквальном переводе дом виконта, в XII веке при виконте Жоффруа III де Туар был его главной резиденцией. 
В XV веке сеньория де ла Шез-ле-Виконт была присоединена к виконтству Туар, которое принадлежало семейству д’Амбуаз, а затем к семье Ла Тремуй.
От Средневекового замка виконтов Туар до нашего времени сохранились только западные стены, от монастыря — восточная стена. Церковь Святого Николая была сожжена гугенотами 15 марта 1568 года; колокольня, апсида и ответвления трансепта рухнули. Строительство новой колокольни продолжалось до 1757 года. В 1603 году баронство ла Шез было приобретено семьей де Салинье, которой также принадлежали сеньории Бадиоль и Сен-Флоран-де-Буа. Поскольку замок в Ла-Шез был разрушен в XVI веке во время религиозных войн, новые сеньоры поселились в своем шато Бадьоль, который они восстановили в XVII веке (до нашего времени не сохранился). 
Во время Французской революции поселок был переименован и стал называться «Ла-Шез-Ле-Пёпл». Он становится административным центром кантона. Священник церкви Святого Иоанна Крестителя согласился принести конституционную присягу, что позволило некоторое время продолжать в ней богослужения. Напротив, священник церкви Святого Николая отказался признать революционный порядок и церковь была закрыта, а во время Вандейского мятежа она была превращена в скотобойню. Церковные службы возобновились в ней в период Директории. Обе церкви Ла-Шез-ле-Виконта считались национальным достоянием и не претерпевали разрушительных преобразований, которым подвергались другие церкви Вандеи. Тем не менее церковь Святого Иоанна Крестителя в 1812 году была снесена. При переводе столицы Вандеи из Фонтене-ле-Пёпла в центр департамента Наполеон I одно время планировал образовать префектуру в Ла-Шез-ле-Виконт, но затем был выбран Ла-Рош-сюр-Йон, называвшийся в то время Наполеон-Вандея.

## Достопримечательности
- Церковь Святого Николая XI-XII веков, частично разрушенная в XVI веке и восстановленная к середине XVIII века

## Демография
Динамика численности населения, чел.

## Администрация
Пост мэра Ла-Шез-ле-Виконта с 2008 года занимает Янник Давид (Yannick David). На муниципальных выборах 2020 года возглавляемый им правый список победил в 1-м туре, получив 54,66 % голосов.
| Период | Период | Фамилия               | Партия                            | Примечания                                  |
| ------ | ------ | --------------------- | --------------------------------- | ------------------------------------------- |
| 1977   | 1983   | Клер Чиано де Колелла |                                   |                                             |
| 1983   | 1987   | Бернар де Фонтен      |                                   |                                             |
| 1987   | 2001   | Даниэль Локо          | Разные правые                     |                                             |
| 2001   | 2008   | Жильбер Дюсеп         | Разные правые                     | советник сельскохозяйственной палаты        |
| 2018   |        | Янник Давид           | Движение за Францию Разные правые | бывший директор по высшему образованию ICES |